# Stühlingen
Stühlingen est une ville de Bade-Wurtemberg (Allemagne), située dans l'arrondissement de Waldshut, dans le district de Fribourg-en-Brisgau.

## Histoire
À la fin du mois de mai 1524, la guerre des Paysans éclate à simultanément à Stülhingen, à Mülhausen, ainsi qu'à Forchheim.